# باغجی‌لار (دینار)
باغجی‌لار (به ترکی استانبولی: Bağcılar) یک منطقهٔ مسکونی در ترکیه است که در دینار (شهر) واقع شده‌است.